# Johann Georg Herrmann
Johann Georg Herrmann, genannt Hans Herrmann, (* 4. August 1865 in Nürnberg; † 25. November 1932 in Gustavsburg) war ein deutscher Bauingenieur (Stahlbau, Brückenbau) am MAN Werk Gustavsburg.
Sein Vater war Schlossermeister und Lokomotivführer und Herrmann besuchte die Industrieschule in Nürnberg und studierte Maschinenbau am Polytechnikum (der späteren Technischen Hochschule) München und war dort Assistent am Lehrstuhl für Brückenbau. 1889 trat er in die Maschinenbau AG in Nürnberg (der späteren MAN) ein, wurde 1901 Oberingenieur und 1907 Leiter der Abteilung Brückenbau. 1923 wurde er Vorstandsmitglied von MAN und übernahm die Leitung des MAN Werks Gustavsburg. 
Er war als Nachfolger von Heinrich Gerber, Anton von Rieppel und Max Carstanjen (1856–1934) Haupt der Gustavsburger Schule des Stahlbrückenbaus. Zu den Brückenbauten bei MAN, an denen er beteiligt war,  gehören:
- Müngstener Brücke 1897, mit dem ersten Freivorbau einer Bogenbrücke (leitender Ingenieur war Anton von Rieppel)[1]
- Kaiserbrücke (Mainz) 1902/03
- Galatabrücke Istanbul als Pontonbrücke 1910–12
- Luokou-Eisenbahnbrücke über den Gelben Fluß in China 1908–1913
- Rhein-Hängebrücke Köln-Deutz 1914/15 (Deutzer Brücke)
- Rheinbrücke Köln-Mülheim 1927 bis 1929 (Mülheimer Brücke)
- Rheinbrücke bei Remagen, 1917/18 (Ludendorff-Brücke)
- Neckarbrücke Mannheim 1925/26 (Neckarbrücke (Mannheim-Seckenheim))
- Dreirosenbrücke Basel 1932
- Doppeldrehbrücke Wilhelmshaven
- Drehbrücke der Nordschleuse Bremerhaven[2]
- Klappbrücken bei Weener und Lidingö bei Stockholm
- Hubbrücken in Oldenburg (Oldb)

Unter seiner Leitung wurden bei MAN in Gustavsburg vollwandige Deckbrücken eingeführt.
Außerdem befasste er sich mit Stahlbau im Wasserbau und bei Behältern und arbeitete eng mit Hochschulen und Versuchsanlagen zusammen.